# 赫氏真肩管魚
赫氏真肩管魚，為管肩魚科的其中一種，為深海魚類，分布於西印度洋阿拉伯海海域，棲息在中層水域，生活習性不明。